# John McCook
John McCook (Ventura, Californië, 20 juni 1944) is een Amerikaanse acteur.

## Loopbaan
McCook kreeg, na vele kleine rollen, zijn eerste grote rol in 1975 in The Young and the Restless, waarin hij tot 1980 een paar maal Lance Prentiss speelde. Zijn bekendste rol volgde in 1987 bij The Bold and the Beautiful: op 42-jarige leeftijd gaf hij gestalte aan Eric Forrester, die tien jaar ouder was dan hij. In 2005 keerde hij korte tijd terug in The Young and the Restless, dit keer in de rol van Eric Forrester. Daarnaast speelde hij in tientallen andere series.

## Privéleven
McCook trouwde in 1980 met actrice Laurette Spang, met wie hij drie kinderen heeft. Daarvoor was hij nog tweemaal getrouwd, onder meer met actrice Juliet Prowse, met wie hij een zoon heeft.

## Filmografie
- The Bold and the Beautiful (televisieserie) – Eric Forrester (1987-heden)
- Candy Coated Christmas (film) - Fred Gallant (2021)
- The Young and the Restless (televisieserie) – Eric Forrester (1993-2017)
- Plot 7 (2007) – Dean Routsong
- The Invincible Iron Man (video, 2007) – Howard Stark (stem)
- Body of Work (2006) – Dr. David Hoffman
- Arrested Development (televisieserie) – stem (afl. Spring Breakout, 2005, niet op aftiteling)
- Epoch (televisiefilm, 2000) – The President
- Aloha Parade (1998) – Presentator
- Acapulco H.E.A.T. (televisieserie) – Lyle Decker (afl. Code Name: Spear of Destiny, 1998)
- Scorned 2 (1997) – Dr. Greenfield
- The New WKRP in Cincinnati (televisieserie) – George (afl. Where Are We Going?, 1991)
- Newhart (televisieserie) – Brad Pettibone (afl. Attack of the Killer Aunt, 1989)
- Amazing Stories (televisieserie) – Jerry Lane (afl. Gerswin's Trunk, 1987)
- Moonlighting (televisieserie) – Robert (afl. Blonde on Blonde, 1987)
- Sidekicks (televisieserie) – Bob Small (afl. Kicked Upstairs, 1987)
- Simon & Simon (televisieserie) – Zachary Tucker/Chandler 'Doc' McKay (2 afl., 1986)
- Amazing Stories (televisieserie) – M.C. (afl. Hell Toupee, 1986)
- L.A. Law (televisieserie) – Barry Graham (1 afl., 1986)
- Our House (televisieserie) – Mr. Cathcart (2 afl., 1986)
- New Love, American Style (televisieserie) – Rol onbekend (2 afl., 1986)
- Blacke's Magic (televisieserie) – Ken Killiard (afl. Adress Unknown, 1986)
- Highway to Heaven (televisieserie) – Todd Jeffries (afl. Change of Life, 1986)
- Murder, She Wrote (televisieserie) – Harrison Fraser III (afl. Keep the Home Fries Burning, 1986)
- Remington Steele (televisieserie) – Norman Austin (afl. Steele on the Air, 1986)
- Beverly Hills Cowgirl Blues (televisiefilm, 1985) – Dr. Kenner
- Code Name: Foxfire (televisieserie) – Larry Hutchins (8 afl., 1985)
- Robert Kennedy & His Times (miniserie, 1985) – Ondervrager
- Code Name: Foxfire (televisiefilm, 1985) – Larry Hutchins
- Matt Houston (televisieserie) – Frank Denton (afl. The Nightmare Man, 1985)
- Hill Street Blues (televisieserie) – Gameshow Host (afl. Lucky Ducks, 1984)
- Alice (televisieserie) – Harry Parker/klant (3 afl., 1983-1984)
- Domestic Life (televisieserie) – Lance (afl. Cooking with Candy, 1984)
- Magnum, P.I. (televisieserie) – Nolan Atherton/F. Scott Fitzgerald (afl. The Case of the Red-Faced Thespian, 1984)
- Fantasy Island (televisieserie) – Steven Curry (afl. Sweet Life/Games People Play, 1984)
- Masquerade (televisieserie) – Ted Carson (afl. Caribbean Holiday, 1984)
- Hotel (televisieserie) – Dr. Frank Chapman (afl. Reflections, 1984)
- For Love and Honor (televisieserie) – Rol onbekend (afl. The Price of Dreams, 1983)
- Family Ties (televisieserie) – Tuxedo Man (afl. This Year's Model, 1983)
- Trapper John, M.D. (televisieserie) – Brian Oppenheim (afl. May Divorce Be with You, 1983)
- Magnum, P.I. (televisieserie) – Prince Roland Martine of Turbia (afl. The Big Blow, 1983)
- Dynasty (televisieserie) – Fred (afl. The Downstairs Bride, 1983)
- Hart to Hart, Nederlands: Harten 2 (televisieserie) – Damian/Dr. Porter (afl. As the Hart Turns, 1983)
- Three's Company (televisieserie) – Alan (afl. An Affair to Forget, 1983)
- Fantasy Island (televisieserie) – Captain Fitzhugh Ross/Mr. Ross (afl. The Ghost's Story/The Spoilers, 1982)
- Diff'rent Strokes (televisieserie) – Tom Wallace (afl. The Squatter, 1982)
- Harper Valley P.T.A. (televisieserie) – Calvin Kendall (afl. Reunion Fever, 1981)
- Too Close for Comfort (televisieserie) – Buck (afl. Centerfold, 1981)
- Three's Company (televisieserie) – Doug Cooper (afl. And Baby Makes Four, 1981)
- Tourist (televisiefilm, 1980) – Pepi Virgil
- Trapper John, M.D. (televisieserie) – Scott Nelson (afl. Slim Chance, 1980)
- The Love Boat (televisieserie) – Mark Bridges (afl. The Caller/Marriage of Convenience/No Girls for Doc/Witness for the Prosecution, 1980)
- CHiPs (televisieserie) – Conner (afl. Thrill Show, 1980)
- The Young and the Restless (televisieserie) – Lance Prentiss (4 afl., 1976-1980)
- Once Upon a Brothers Grimm (televisiefilm, 1977) – Prince Charming
- The Rear Guard (televisiefilm, 1976) – Don Crawford
- The Blue Sextet (1971) – Bud
- O'Hara, U.S. Treasury (televisiefilm, 1971) – Captain Shafer
- Dragnet (televisieserie) – Officer Nick Jeffries/Ed Hillier/Officer Keefer (3 afl., 1968-1969)
- Hank (televisieserie) – Gerald (afl. Dunsetter for President, 1966)
- Mister Roberts (televisieserie) – Lee Helmsman/Stefanowski (5 afl., 1965)
- My Blood Runs Cold (1965) – Owen
- No Time for Sergeants (televisieserie) – Airman/Jim Kinney (2 afl., 1964-1965)

## Discografie

### Singles
| Single met eventuele hitnotering(en) in de Nederlandse Top 40 | Datum van verschijnen | Datum van binnenkomst | Hoogste positie | Aantal weken | Opmerkingen      |
| ------------------------------------------------------------- | --------------------- | --------------------- | --------------- | ------------ | ---------------- |
| Heaven's just a step away                                     |                       | 11-12-1993            | 15              | 7            | met Bobbie Eakes |

- Bibliothèque nationale de France: cb140147104 (data)
- Gemeinsame Normdatei: 13487028X
- International Standard Name Identifier: 0000 0000 6031 0116
- Library of Congress Control Number: no2014146640
- Nationale Bibliotheek van Letland: 000114284
- MusicBrainz: fe6a88e7-a798-4604-b8af-8a517288f061
- Virtual International Authority File: 87509300
- WorldCat: E39PBJj4rqPkdJfxxMVtXBrH4q